# Mychajło Kowal
Mychajło Kowal (ukr. Михайло Володимирович Коваль, ur. 26 lutego 1956 w Zasławiu) – ukraiński wojskowy, generał pułkownik straży granicznej, od 25 marca do 3 lipca 2014 roku p.o. ministra obrony Ukrainy.

## Życiorys
Urodzony 26 lutego 1956 roku w Zasławiu. Po inwazji rosyjskiej na Krym został 5 marca 2014 roku porwany przez „nieznanych sprawców” z bazy w Jałcie, ale tego samego dnia został uwolniony. 25 marca, po dymisji Ihora Teniucha z powodu zarzutów o braku działań w związku z rosyjską inwazją na Krym, Kowal został mianowany pełniącym obowiązki ministra obrony.

## Odznaczenia
- Order „Za zasługi” II stopnia (23 sierpnia 2011)[3]
- Order „Za zasługi” III stopnia (20 grudnia 2003)[4]
- Medal „Za wojskową służbę Ukrainie” (23 listopada 1998)[5]
- Medal „Obrońcy Ojczyzny”[6]
- Order Czerwonej Gwiazdy[7]
- Order „Za służbę Ojczyźnie w Siłach Zbrojnych ZSRR” III stopnia[7]
- Medal „Za zasługi bojowe”[7]
- Odznaczenia resortowe